# Fantomet (rapper)
Mads Viktor, med kunstnernavnet Fantomet (født 1988 og opvokset på Islands Brygge og Amagerbro), er en dansk rapper, der er specialiseret i freestylerap. 
Han vandt i 2006 MC's Fight Night, hvor han slog Kejser A i finalen. Udover at have deltaget i MC's Fight Night 2005-2009 har han også gjort sig bemærket som en ekvilibristisk lyriker[kilde mangler] og er af mange betegnet som en del af den danske conscious-rap.[kilde mangler]
I 2006 udgjorde Fantomet samt kollegaen, Tempo Bang (Tor Bang), rapgruppen "Kartellet", der sammen udarbejdede en nonprofit-demo ved navn Inlicitering og uddoktrinering. Demoen omfatter seks politiske sange, hvor der primært fokuseres på revolution, racediskrimination og en del samfundsmæssige problemstillinger.
Fantomet har samtidig arbejdet med en række andre navne på den danske rapscene; bl.a. den danske producer, Ezi-Cut, hvor han rapper på et mixtapet Drop Dead i sangen Fantomet på det bånd. Desuden har Fantomet produceret flere beats for rapperen, Vakili, og rappede ydermere i gruppen "Syg Alliance" omkring folketingsvalget i 2007.